# Baopals
Baopals是一家总部位于中国上海市靜安區的在线购物平台，該平台主要面向非中文用户。Baopals由CharlieErikson、JayThornhill和TylerMcNew三个美国人在上海创办。Baopals主要将淘宝和天猫上的商品信息翻译成英文。

## 历史
Baopals成立於中国上海市。2016年2月起，該平台向beta用户开放。